# Cours d'eau de première catégorie

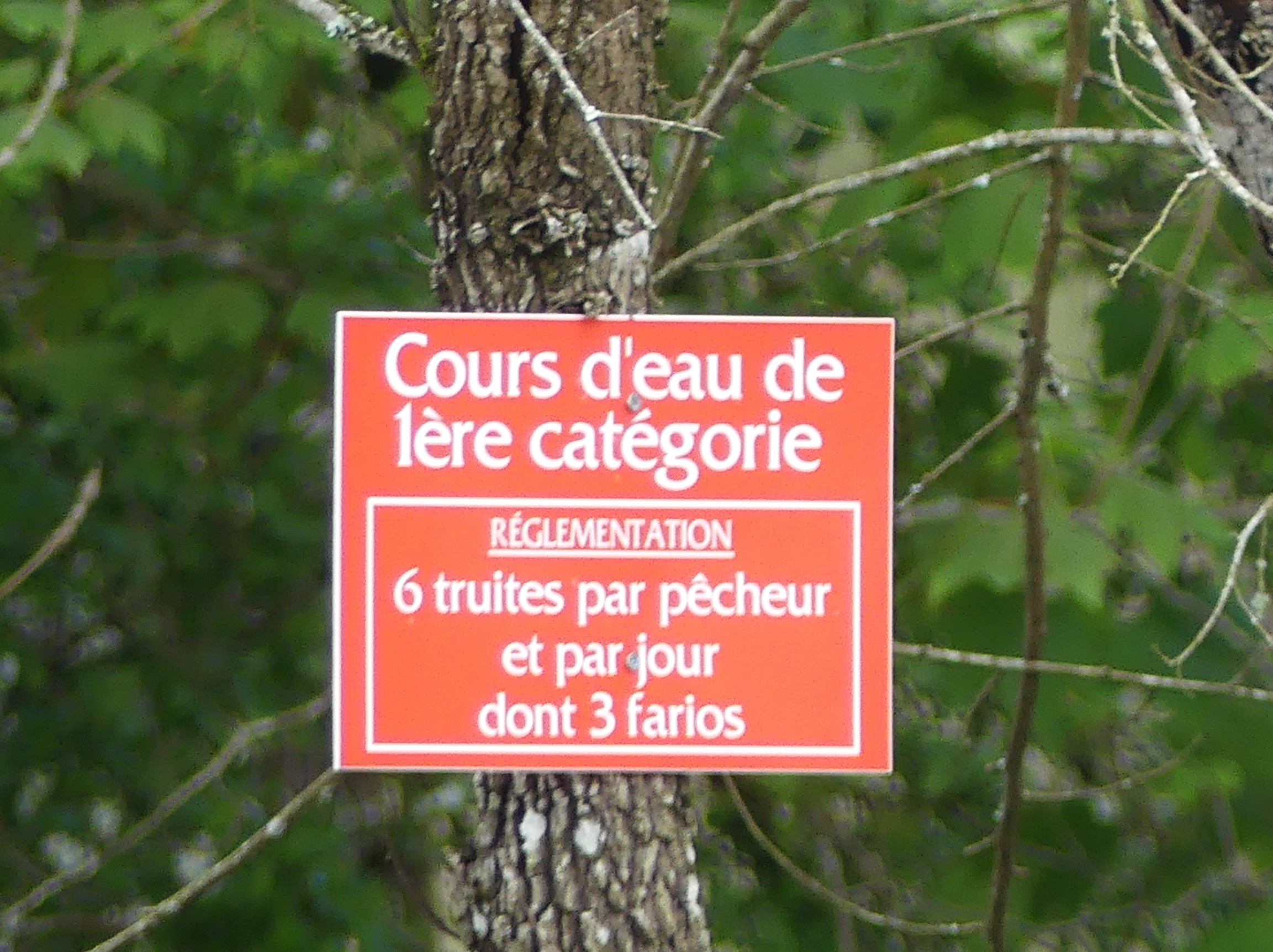
Panneau annonçant la catégorie piscicole de la Beauronne à Château-l'Évêque, en Dordogne.

En France, une rivière de première catégorie est un cours d'eau où le peuplement piscicole dominant est constitué de salmonidés (truite, omble chevalier, ombre commun).

Si elles sont naturellement présentes (et non issues de réempoissonnements successifs), ces espèces sont réputées être de bons bioindicateurs. Elles sont en général accompagnées par d'autres petits poissons : vairon, chabots, etc.

Ce type de cours d'eau est souvent qualifié de « rivière à truites ».
En raison de la présence croissante d'espèces invasives, du réchauffement climatique et de perturbations ou biais induits par les réempoissonnements, plusieurs études et auteurs suggèrent que des critères scientifiques nouveaux et plus objectifs et mieux normalisés devraient être utilisés pour évaluer l'intégrité écologique des cours d'eau et la qualité piscicole et générale des cours d'eau et des lacs et réservoirs et en particulier des écosystèmes lacustres, en tenant mieux compte du fonctionnement des écosystèmes et des effets directs et indirects, positifs et négatifs de la gestion halieutique là où elle existe,, si nécessaire en révisant le statut patrimonial, trophique et fonctionnel des espèces utilisées pour l'évaluation environnementale.

## Typologie
Cette  catégorie de cours d'eau comprend un grand nombre de types de lits et de courants, du torrent de haute montagne jusqu'à la rivière ou le ruisseau de plaine.
Il s'agit souvent du cours supérieur des rivières ou de fleuves français ; un grand cours d'eau est très rarement classée en première catégorie sur tout son linéaire, son cours inférieur, généralement plus urbanisé, plus artificialisé, recueille des eaux plus enrichies en nitrates, pesticides et effluents industriels et urbains et est, pour cette raison, généralement classé en deuxième catégorie.
Entre les deux, on trouve ce que l'on appelle une zone mixte toujours classée en première catégorie, aussi appelée « zone à barbeaux », où cohabitent truites et poissons blancs d'eaux vives (barbeau, chevesne, hotu, vandoise...). Le brochet peut également être présent dans cette zone où il est considéré comme espèce nuisible par certains pêcheurs, alors que d'autres lui reconnaissent un rôle d'assainissement et de contrôle des populations piscicoles.
Ce type s'applique également aux lacs et étangs français.

## Aspects écosystémiques
La qualité de l'eau des cours d'eau classés en première catégorie est généralement encore très bonne, mais l'ONEMA et d'autres constatent que la température moyenne des eaux tend à augmenter depuis la fin du XXe siècle dès le haut des bassins versants (ce qui tend à diminuer le taux d'oxygénation quand et là où le débit est faible à très faible. Dans ces cas les cours d'eau restent très vulnérable à la moindre pollution qui - parce qu'elle se diluera moins et moins vite - peut s'avérer catastrophique pour la faune et la flore, tout particulièrement en période chaude et/ou de sécheresse (ou autre forme de déficit en eau, induite par des pompages industriels, agricoles ou urbains par exemple).
Même si la qualité de l'eau est restée bonne ou si elle est redevenue bonne, il est parfois difficile de restaurer un cours d'eau dont le peuplement ichtyologique et le réseau trophique ont été dégradés ; La structuration des peuplements piscicoles en place peut avoir été bouleversée et le peuplement peut lui-même contenir des espèces exotiques introduites (environ 50 % des poissons présents en France sont des espèces introduites ou qui à cause des canaux ont récemment colonisé de nouveaux milieux) ; il peut alors être devenu obstacle au retour spontané ou à la ré-introduction d’espèces « originelles » (correspondant à l’« état de référence » et à l'écopotentialité du segment du cours d'eau considéré, en raison d'effet de compétition pour une ressource importante (proies, habitat, zone de ponte...) ou par effet direct de prédation.

## Pêche
Sauf indications contraires liées à une pollution accidentelle ou au besoin de protéger la ressource halieutique, la pêche dans ce type de cours d'eau est ouverte de début mars à fin septembre.
À l'ouverture, les associations de pêche procèdent souvent à des lâchers de truites d'élevage beaucoup plus faciles à attraper que les truites sauvages, opérations de plus en plus critiquées à cause des risques d'introductions de parasites et microbes et à cause des risques de pollution génétique pour les souches sauvages.

## Droit de propriété
Les rivières de première catégorie appartiennent pour la plupart au domaine privé (rivières non domaniales), ce qui implique que la réglementation de la pêche peut varier beaucoup d'un endroit à un autre et parfois sur un même cours d'eau.